# Kreuzigungsgruppe (Stuttgart)

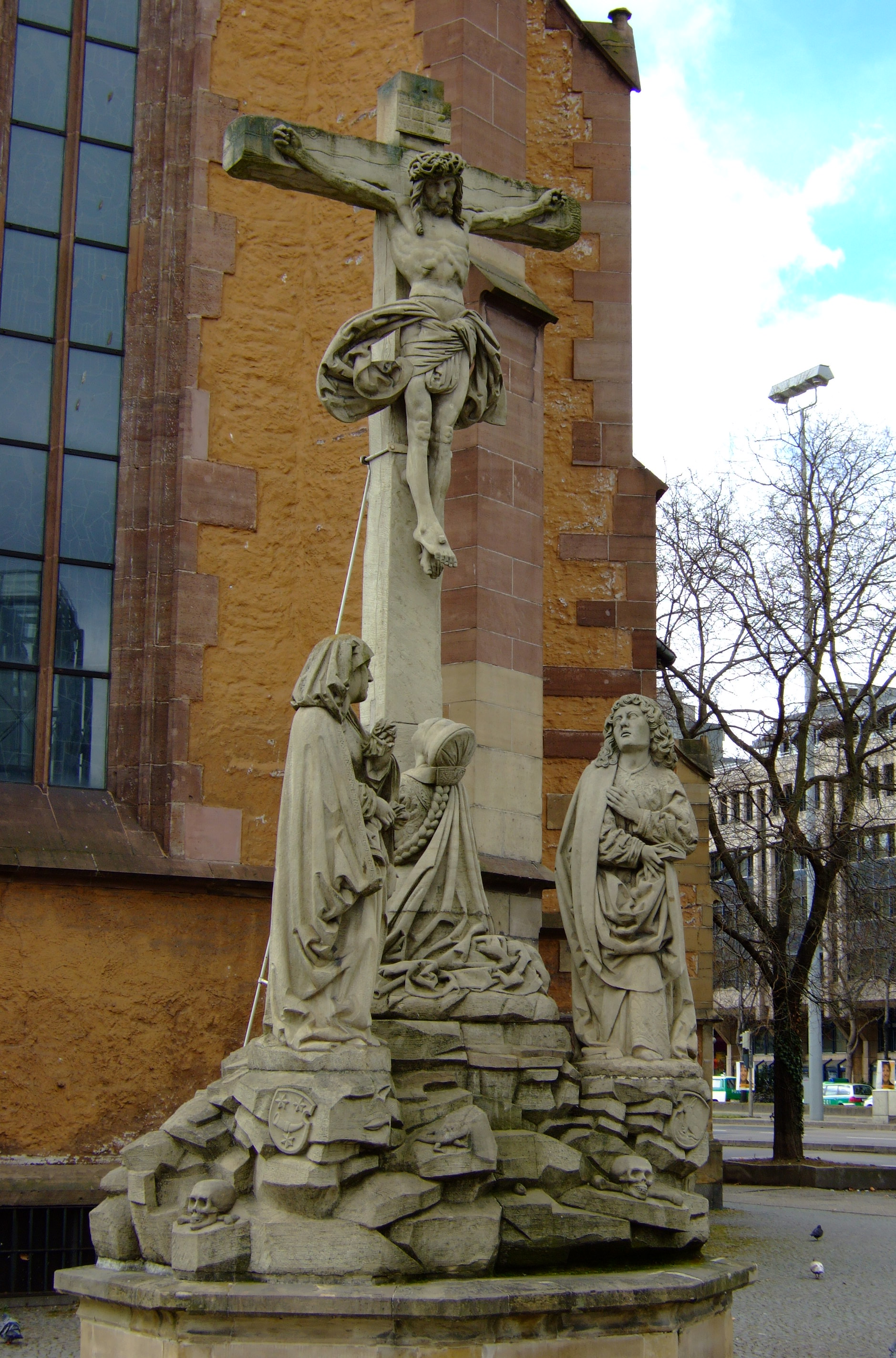
Kreuzigungsgruppe, Kopie von 1976.

Die  Kreuzigungsgruppe  in Stuttgart ist eines der Hauptwerke des Bildhauers Hans Seyfer. Sie wurde 1501 auf dem Kirchhof der Leonhardskirche errichtet. Die Sandsteinskulptur besteht aus einem Felshügel, auf dem sich das Kreuz mit dem leidenden Christus erhebt. Am Fuß des Kreuzes kniet Maria Magdalena, zu beiden Seiten des Kreuzes stehen die Gottesmutter Maria und der Lieblingsjünger Johannes. 1905 wurde die Originalskulptur bei der Leonhardskirche durch eine Kopie ersetzt. Das Kreuz und die vier Originalfiguren der Gruppe wurden in der Hospitalkirche aufgestellt.

## Geschichte
Im Jahr 1501 schuf der schwäbische Bildhauer Hans Seyfer eine Kreuzigungsgruppe aus Sandstein, die vor dem Chor der Leonhardskirche als Friedhofskreuz im Leonhardskirchhof aufgestellt wurde. Die Kreuzigungsgruppe war die Stiftung eines vermögenden reichen Stuttgarter Tuchhändlers, des Bürgermeisters und Vogtamtsverwesers Jakob Walther († 1503), genannt Kühorn, und seiner Ehefrau Klara Mager († 1525).
1839 wurde eine Restaurierung der Skulptur vorgenommen, bei der einzelne beschädigte Teile ergänzt wurden. 1889/1891 fertigte der Bildhauer Reichelt unter der Leitung von Adolf von Donndorf eine  Kopie des Werks an, um das Original vor der Witterung zu schützen. Die Originalfiguren und das Kruzifix wurden im Chorschluss der Hospitalkirche auf würfelförmigen Podesten aufgestellt, „ohne den für die Komposition immens wichtigen Felshügel“. Die Kopie der Kreuzigungsgruppe wurde im Zweiten Weltkrieg 1944 stark beschädigt. 1948 wurde sie durch den Kunstbildhauer Hans Gerdes wiederhergestellt. Auf Grund des fortschreitenden Zerfalls wurde sie 1976 abermals durch eine von dem Bildhauer Günter Schönfeld angefertigte Kopie ersetzt. Ende 2023 wurde die Gruppe zur Zwischenlagerung auf den Hauptfriedhof Stuttgart gebracht, da sie an ihrem bisherigen Standort Bauarbeiten weichen musste.

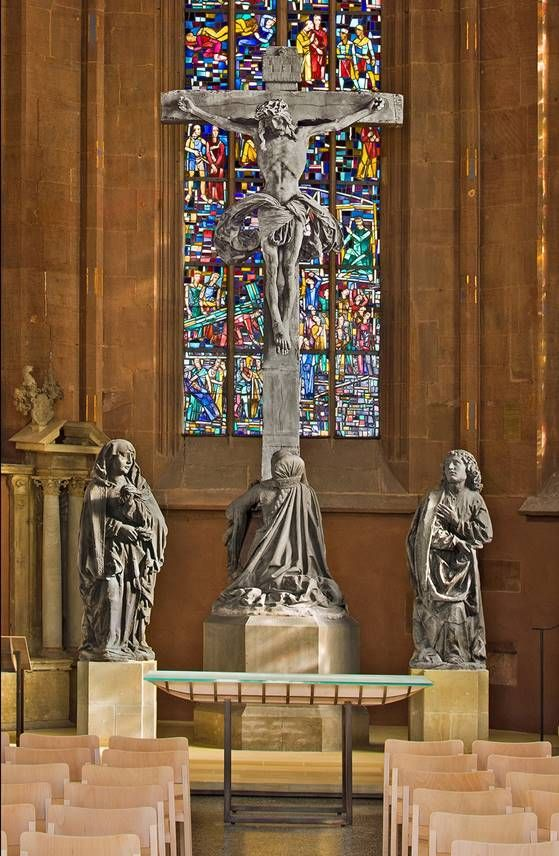
Originalfiguren der Kreuzigungsgruppe in der Hospitalkirche.
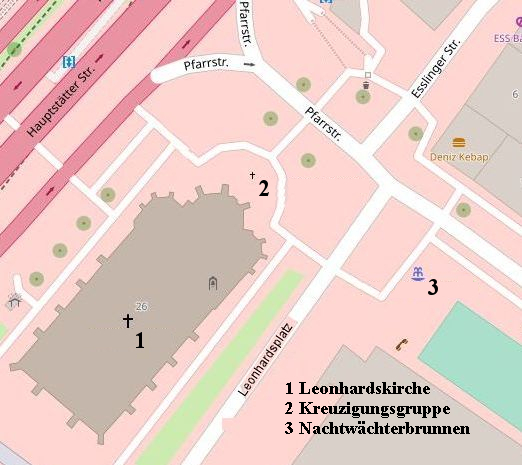
Lageplan der Kopie der Kreuzigungsgruppe an der Leonhardskirche.

## Beschreibung
Die fast 5 ½ Meter hohe Kreuzigungsgruppe mit den vier lebensgroßen Figuren erhebt sich über einem sechseckigen architektonischen Sockel auf einem künstlichen, zerklüfteten Erdhügel, der den Kalvarienberg, das biblische Golgotha (Schädelstätte) darstellt, wo Christus nach der biblischen Überlieferung gekreuzigt wurde. Auf dem Hügel steht das hohe Kreuz mit dem leidenden Christus. Am Fuß des Kreuzes kniet Maria Magdalena, die den Kreuzesstamm umschlingt. Zu beiden Seiten des Kreuzes stehen die Gottesmutter Maria und der Lieblingsjünger Johannes. Unterhalb dieser beiden Figuren befinden sich die Wappenschilder mit den Wappen des Stifterehepaars (ein Horn zwischen 3 Sternen und ein sitzender Hase).
Auf dem „kunstvoll gestalteten und wegen der Belebung durch Tiere und Pflanzen oft gerühmten Berg Golgotha“ tummeln sich Schnecken, Schlangen und Eidechsen zwischen Totenschädeln und Menschenknochen. „Leider kann der Kalvarienberg mit seinen Steinen, Pflanzen und Tieren, der die Nachwelt begeistert hat, nur noch auf alten Fotos, jedoch kaum an der stark vereinfachten Kopie vor der Leonhardskirche studiert werden.“ Auf dem Hügel, einem künstlichen Haufen grob scharrierter Steine, steht das hohe Kreuz, das „wirkt, als sei es aus einem rohen Baumstamm geschlagen; man sieht Rinde, Astlöcher, Holzmaserung und die Überblattung der beiden Balken.“ Auf der Rückseite des Kreuzesstamms ist die Jahreszahl 1501 eingemeißelt.
Der Stuttgarter Kunsthistoriker Heribert Meurer bewundert „die Virtuosität, mit der der obere Teil des Kreuzstammes und der Corpus mitsamt seinen weit abstehenden Lendentuchzipfeln aus einem Sandstein-Block herausgehauen wurden und die raumgreifende Gestalt der Maria Magdalena mit dem unteren Teil des Stammes aus einem weiteren Stück. Ebenso beeindruckt die kräftige, jede Sehne und jeden Muskel erfassende Modellierung des Körpers, der stark in der Taille eingezogen ist. Christi Haupt ist überraschend ausdruckslos dargestellt“, stellt Meurer fest, aber „nicht Mitleid heischende Todesqual wie bei den gotischen Kreuzen ist hier zu sehen, sondern die Entseeltheit eines Toten, dem alles Leben entwichen ist.“

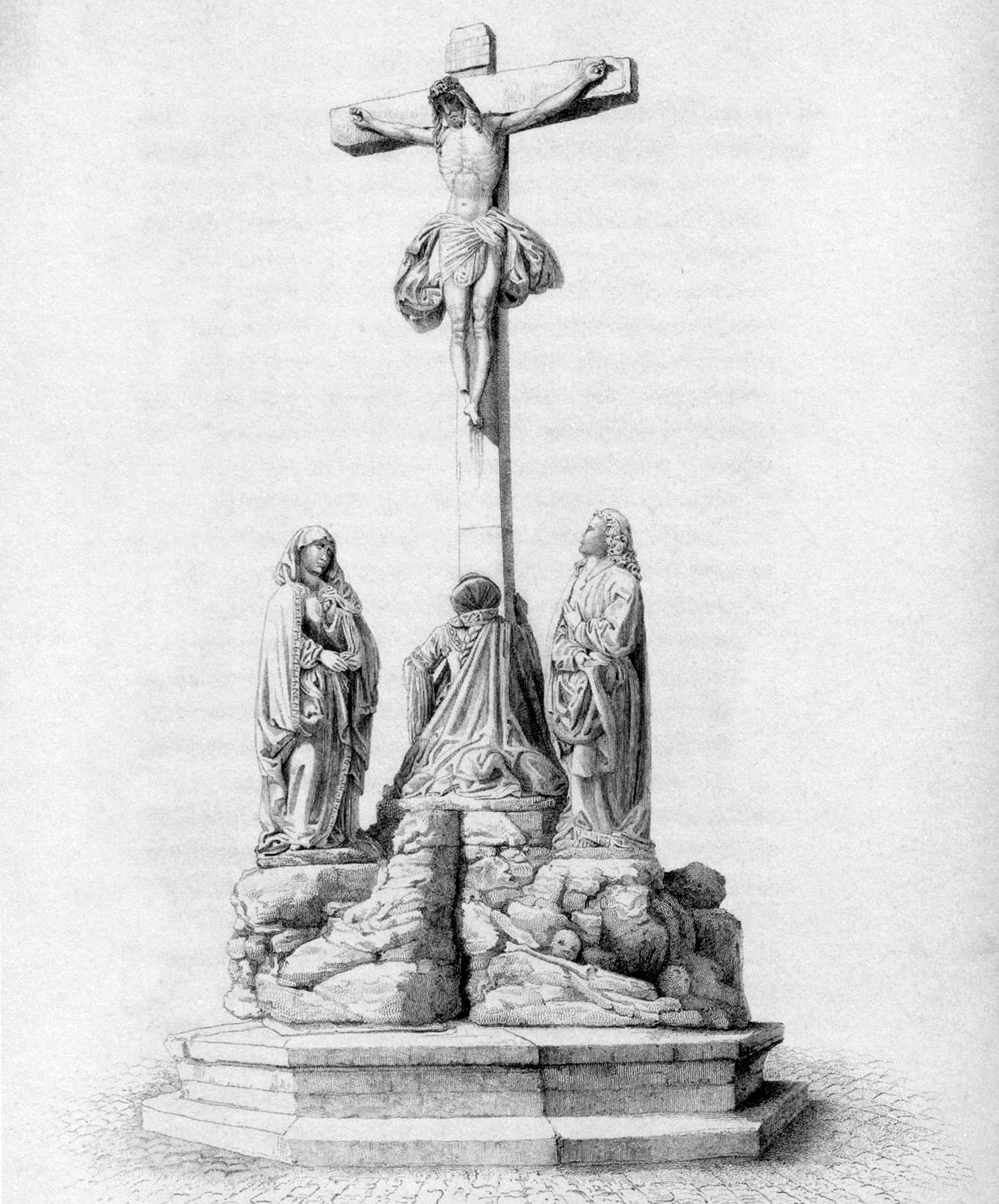
1821.
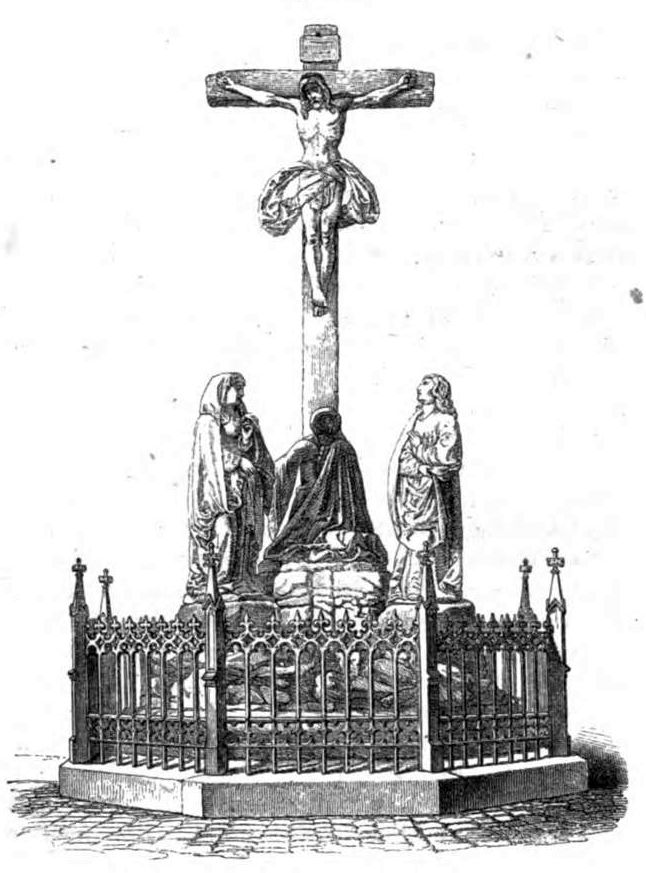
1855.
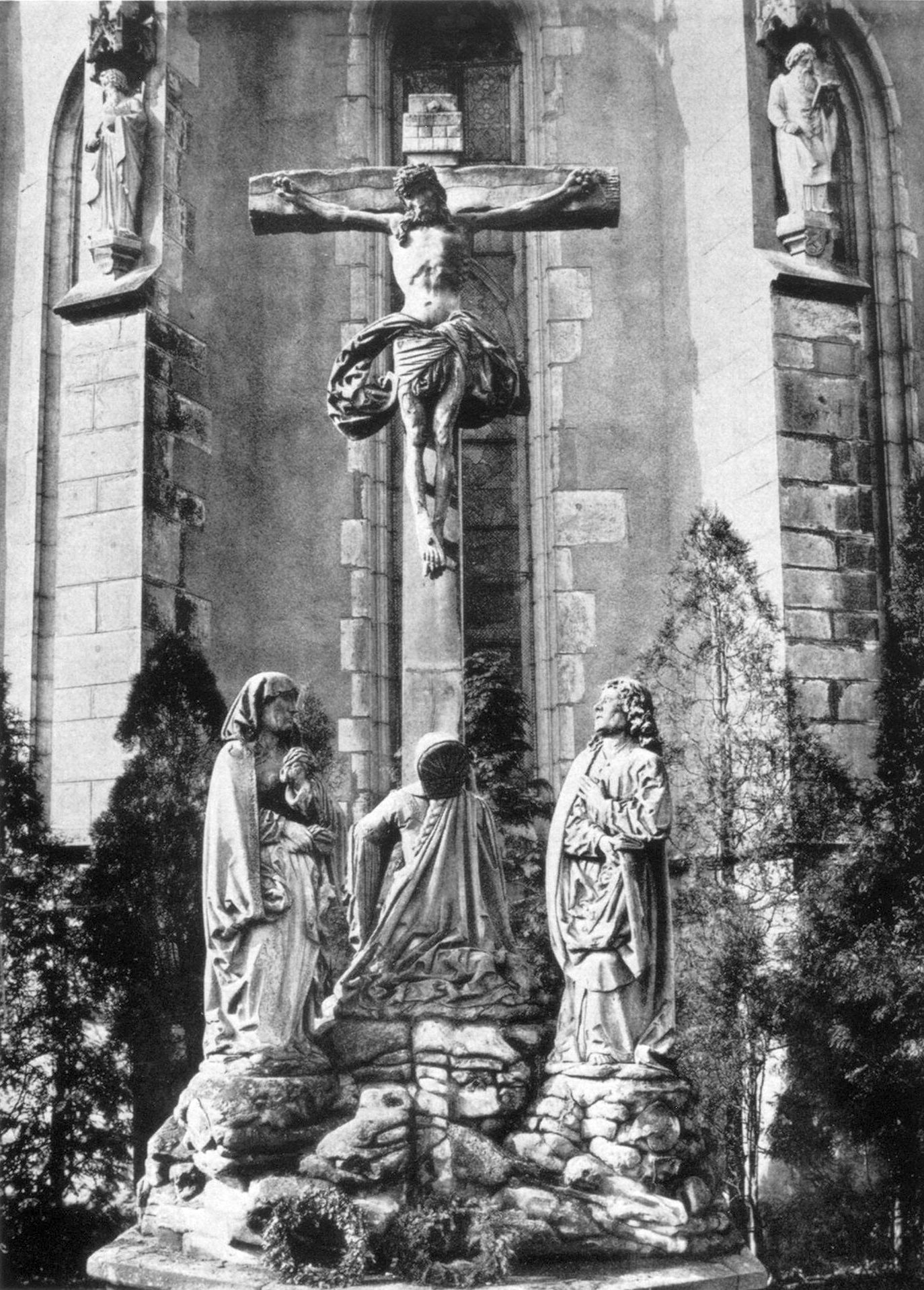
1905.